# KMKL Sztorm Kołobrzeg
Kołobrzeski Międzyszkolny Klub Lekkoatletyczny "Sztorm" – klub sportowy z siedzibą w Kołobrzegu. KMKL został utworzony 18 stycznia 1993 na mocy uchwały Walnego Zgromadzenia - powstałego w 1961 - MKS Sztorm. Prezesem klubu jest Mieczysław Kuchciak. Do najwybitniejszych zawodników i wychowanków można zaliczyć przede wszystkim oszczepników: olimpijczyka z Sydney Dariusza Trafasa i mistrza świata juniorów z 2008 Roberta Szpaka. Wychowanką klubu jest także olimpijka z Pekinu - Daria Korczyńska (Onyśko).